# Anselmo Guido Pecorari
Anselmo Guido Pecorari (ur. 19 maja 1946 w Sermide) – włoski duchowny katolicki, arcybiskup, nuncjusz apostolski.

## Życiorys
27 września 1970 otrzymał święcenia kapłańskie i został inkardynowany do diecezji Mantui. W 1977 rozpoczął przygotowanie do służby dyplomatycznej na Papieskiej Akademii Kościelnej.
29 listopada 2003 został mianowany przez Jana Pawła II nuncjuszem apostolskim w Rwandzie oraz arcybiskupem tytularnym Populonia. Sakry biskupiej 11 stycznia 2004 udzielił mu ówczesny Sekretarz Stanu Angelo Sodano.
24 maja 2008 został przeniesiony do nuncjatury w Urugwaju. 25 kwietnia 2014 został mianowany nuncjuszem apostolskim w Bułgarii, a 11 lipca 2014 w Macedonii.